# Цвет, Михаил Семёнович
Михаил Семёнович Цвет (14 мая 1872, Асти, Королевство Италия — 26 июня 1919, Воронеж, РСФСР) — русский учёный-ботаник, специализировался в области физиологии и биохимии растений. Создал хроматографический метод. Исследовал пигменты листьев растений, получил в чистом виде хлорофиллы a, b и c и ряд изомеров ксантофилла. Открытие Цвета получило широкое применение и признание с начала 1930-х годов при разделении и идентификации различных пигментов, витаминов, ферментов, гормонов и других органических и неорганических соединений и послужило основой для создания ряда новых направлений аналитической химии (газовая хроматография, жидкостная хроматография, тонкослойная хроматография). Для физиологии растений существенны выводы М. С. Цвета о природе хлоропластов, состоянии хлорофилла в растении, механизме фотосинтеза и другие.

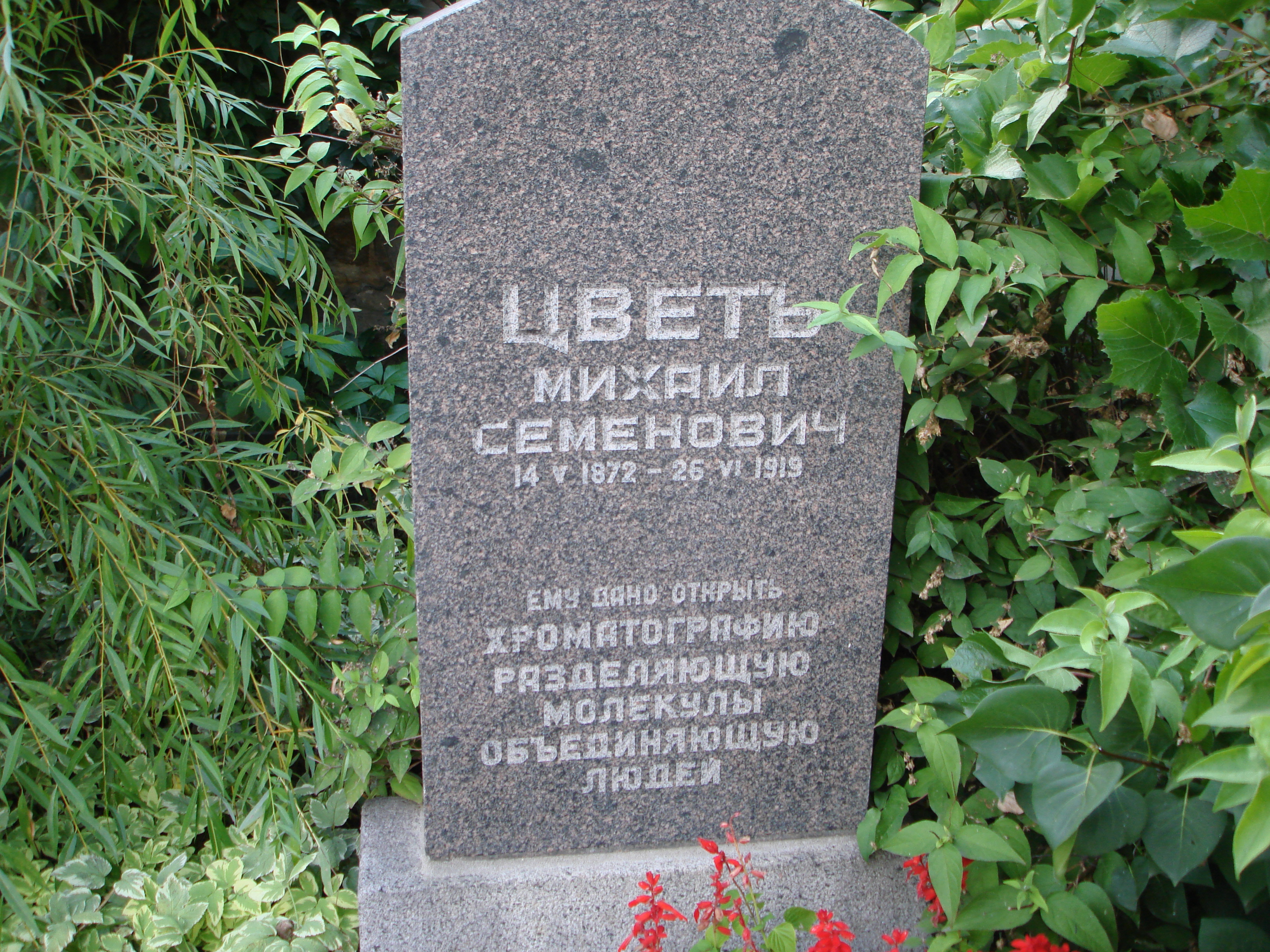
Надгробие Цвета

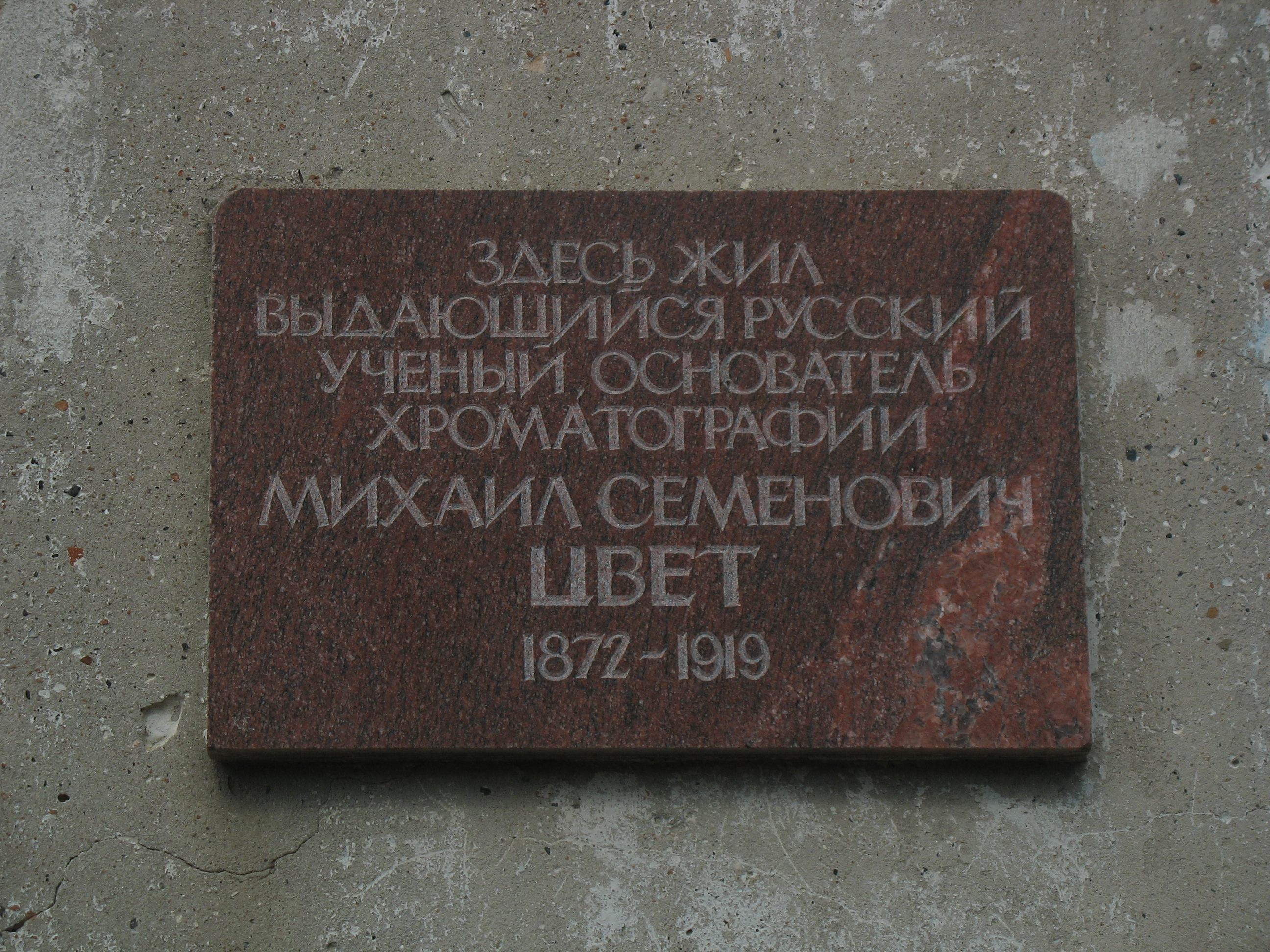
д. 18

## Основные даты жизни
- Родился 14 мая 1872 года, 19 мая — регистрация в городском магистрате города Асти. Мать — де Дороцца Мария Николаевна, (род. 1846, Кютахья, Турция, умерла вскоре после рождения Михаила). Отец — Семён Николаевич Цвет (1829—1900, Чернигов). Вырос в Женеве.
- 1881—1885 — колледж Гайяр, Лозанна.
- 1887—1891 — колледж Сент-Антуана, Женева, аттестат зрелости.
- 1891 — студент физико-математического факультета Женевского университета (проф. К. Фогт, Э. Юнг — биология, К. Гребе, Ф. А. Гюи — химия, Ш. Соре — физика, Роберт Ипполит Шода, Марк Антуан Тюри — ботаника).
- 1893 — бакалавр физических и естественных наук.
- 1894 — первая публикация по анатомии растений, премия Гемфри Дэви.
- 1896 — прибытие в Россию.
- 1897—1902 — работа в Санкт-Петербургской биологической лаборатории и преподавание на Курсах воспитательниц и руководительниц физического образования, возглавляемых Петром Францевичем Лесгафтом .
- 1899 — магистерский экзамен в Казанском университете. 15 декабря — сообщение «О хлорглобине» на заседании ботанического отделения Санкт-Петербургского общества естествоиспытателей.
- 1900 — 19 апреля — доклад «О природе хлорглобина», приём в действительные члены Санкт-Петербургского общества естествоиспытателей.
- 1901 — 23 сентября — защита магистерской диссертации в Казанском университете «Физико-химическое строение хлорофилльного зерна». 26 ноября — утверждение по конкурсу на должность ассистента (внештатного лаборанта) кафедры анатомии и физиологии растений в Варшавском университете. 30 декабря — доклад на XI съезде русских естествоиспытателей и врачей «Методы и задачи физиологического исследования хлорофилла», первое упоминание об использовании адсорбции для разделения смеси растительных пигментов.
- 1902 — ноябрь — звание приват-доцента.
- 1903 — 21 марта — «О новой категории адсорбционных явлений и о применении их к биохимическому анализу» — доклад на заседании биологического отделения Варшавского общества естествоиспытателей (дата открытия хроматографии).
- 1906 — 21 июня — статья «Физико-химические исследования хлорофилла. Адсорбция» (Ber. Dtsch. bot. Gel., Bd.24, S. 235—244). 21 июля — статья «Адсорбционный анализ и хроматографический метод. Применение к химии хлорофилла» (Ber. Dtsch. bot. Gel., Bd.24, S. 384—393).
- 1907 — должность преподавателя ботаники и агрономии в Варшавском ветеринарном институте. Август — женитьба на Елене Александровне Трусевич (1874—1922).
- 1908 — октябрь — зачислен по конкурсу преподавателем ботаники на химическом и горном отделениях Варшавского политехнического института.
- 1910 — 20 ноября — защита диссертации в Варшавском университете «Хромофиллы в растительном и животном мире».
- 1911 — февраль — приезд в Москву, участие в конкурсе в Московском университете. 22 декабря — доклад на втором Менделеевском съезде «Современное состояние химии хлорофилла», премия РАН им. М. Н. Ахматова за книгу «Хромофиллы в растительном и животном мире».
- 1914 — январь — попытка получить кафедру ботаники в Самаре или Юрьеве (Тарту). Публикация последней работы об искусственном антоциане.
- 1915 — эвакуация с Варшавским политехническим институтом в Москву.
- 1916 — 25 марта — участие в конкурсе на занятие должности зав. кафедрой физиологии растений Новороссийского университета. Август — переезд в Нижний Новгород с Политехническим институтом. 1 октября — открытие Политехнического института в Нижнем Новгороде.
- 1917 — 24 марта — избран ординарным профессором Юрьевского университета, руководителем ботанической кафедры и директором ботанического сада Университета. Сентябрь — приезд в Юрьев.
- 1918 — январь — выдвижение на Нобелевскую премию (отказ). 31 августа — эвакуация в Воронеж, где впоследствии работал в ботаническом саду Воронежского университета.
- 1919 — 26 июня — умер от хронического воспаления горла, похоронен в Воронеже на территории Алексеево-Акатова женского монастыря.

В некрополе на территории Акатова монастыря имеется надгробный памятник М. С. Цвета. На могиле учёного в декабре 1992 года было установлено надгробие с надписью: «Ему было дано открыть хроматографию, разделяющую молекулы, объединяющую людей».

## Адреса

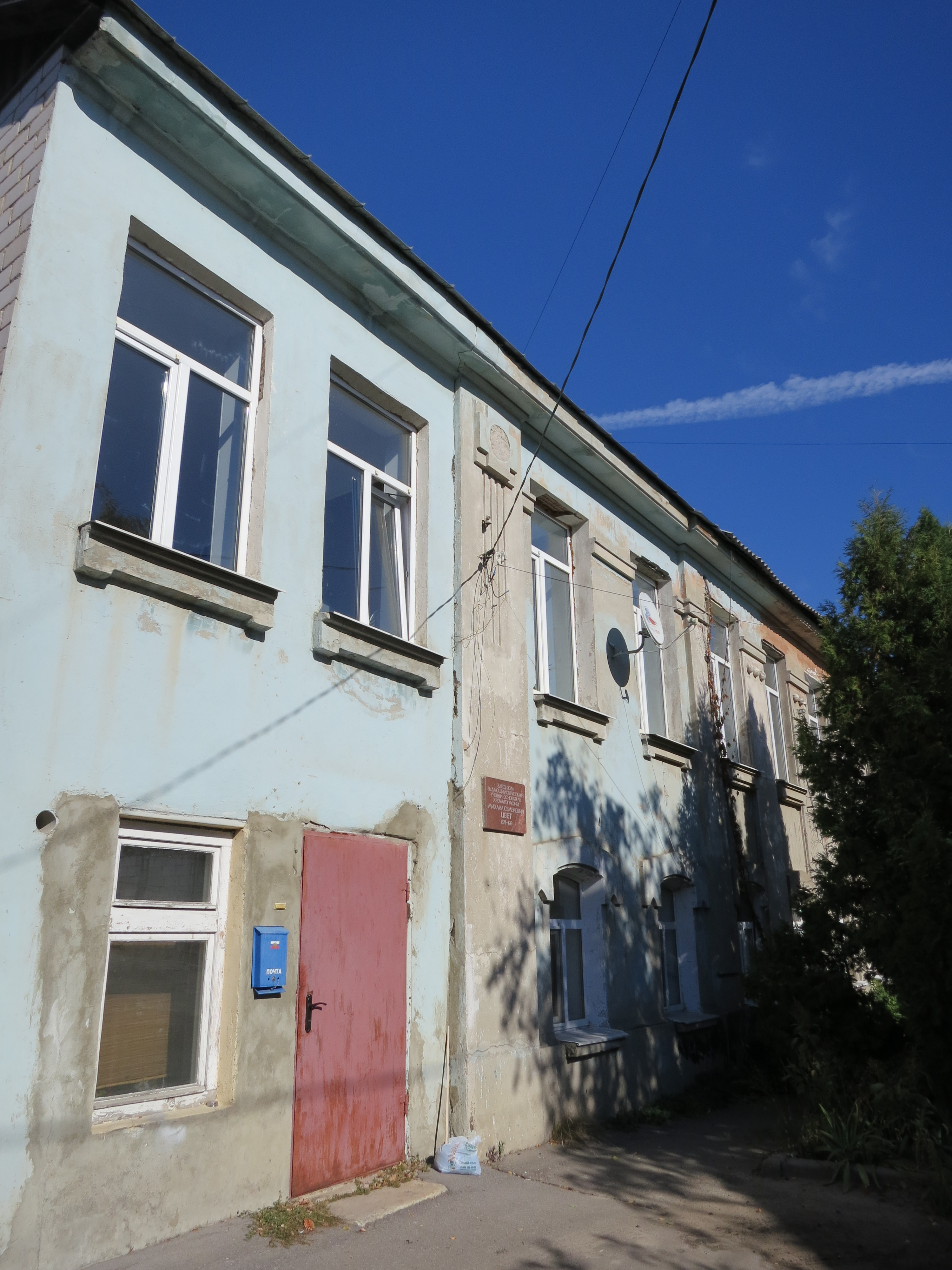
д. 18, здесь жил М. С. Цвет

1897—1902 — дом А. А. Раевской — Санкт-Петербург, Торговая улица, 25.
Дача в Сестрорецке на набережной реки Сестры, 49.
1918—1919 — флигель усадьбы ветеринара А. И. Веревкина — Воронеж, Батуринская (Халютинская) ул., 20.